# Comté de Monmouth
Le comté de Monmouth (en anglais Monmouth County) est un comté situé dans l'État du New Jersey, aux États-Unis. Il fait partie du Grand New York et compte 643 615 habitants en 2020.

## Histoire
Le comté de Monmouth a été fondé en 1675. Le nom était proposé par le colonel Lewis Morris. Il avait proposé le nom en hommage à Monmouthshire, pays de Galles. En 1714, le premier gouvernement était fondé. Lors de la bataille de Monmouth, le 28 juin 1778, les soldats de George Washington battaient les Britanniques durant la guerre d'indépendance des États-Unis.

## Géolocalisation
| Comté de Mercer     | Comté de Middlesex |  |
|                     | Comté de Monmouth  |  |
| Comté de Burlington | Comté d'Ocean      |  |

## Villes
- Aberdeen Township
  - Cliffwood Beach
  - Strathmore
- Allenhurst
- Allentown
- Asbury Park
- Atlantic Highlands
- Avon-by-the-Sea
- Belmar
- Bradley Beach
- Brielle
- Colts Neck Township
- Deal
- Eatontown
- Englishtown
- Fair Haven
- Farmingdale
- Freehold Borough
- Freehold Township
  - East Freehold
  - West Freehold
- Hazlet Township
- Highlands
- Holmdel
- Howell Township
  - Ramtown
- Interlaken
- Keansburg
- Keyport
- Lake Como
- Little Silver
- Loch Arbour
- Long Branch
  - Elberon
- Manalapan Township
  - Yorketown
- Manasquan
- Marlboro Township
  - Morganville
- Matawan
- Middletown Township
  - Belford
  - Fairview
  - Leonardo
  - Lincroft
  - Navesink
  - North Middletown
  - Port Monmouth
- Millstone Township
- Monmouth Beach
- Neptune City
- Neptune Township
  - Ocean Grove
  - Shark River Hills
- Ocean Township
  - Oakhurst
  - Wanamassa
  - Wayside
  - West Allenhurst
  - Colonial Terrece
- Oceanport
- Red Bank
- Roosevelt
- Rumson
- Sea Bright
- Sea Girt
- Shrewsbury Township
- Shrewsbury
- Spring Lake
- Spring Lake Heights
- Tinton Falls
- Union Beach
- Upper Freehold Township
- Wall Township
  - Allenwood
  - West Belmar
- West Long Branch